# Дортмунд (шаховий турнір)

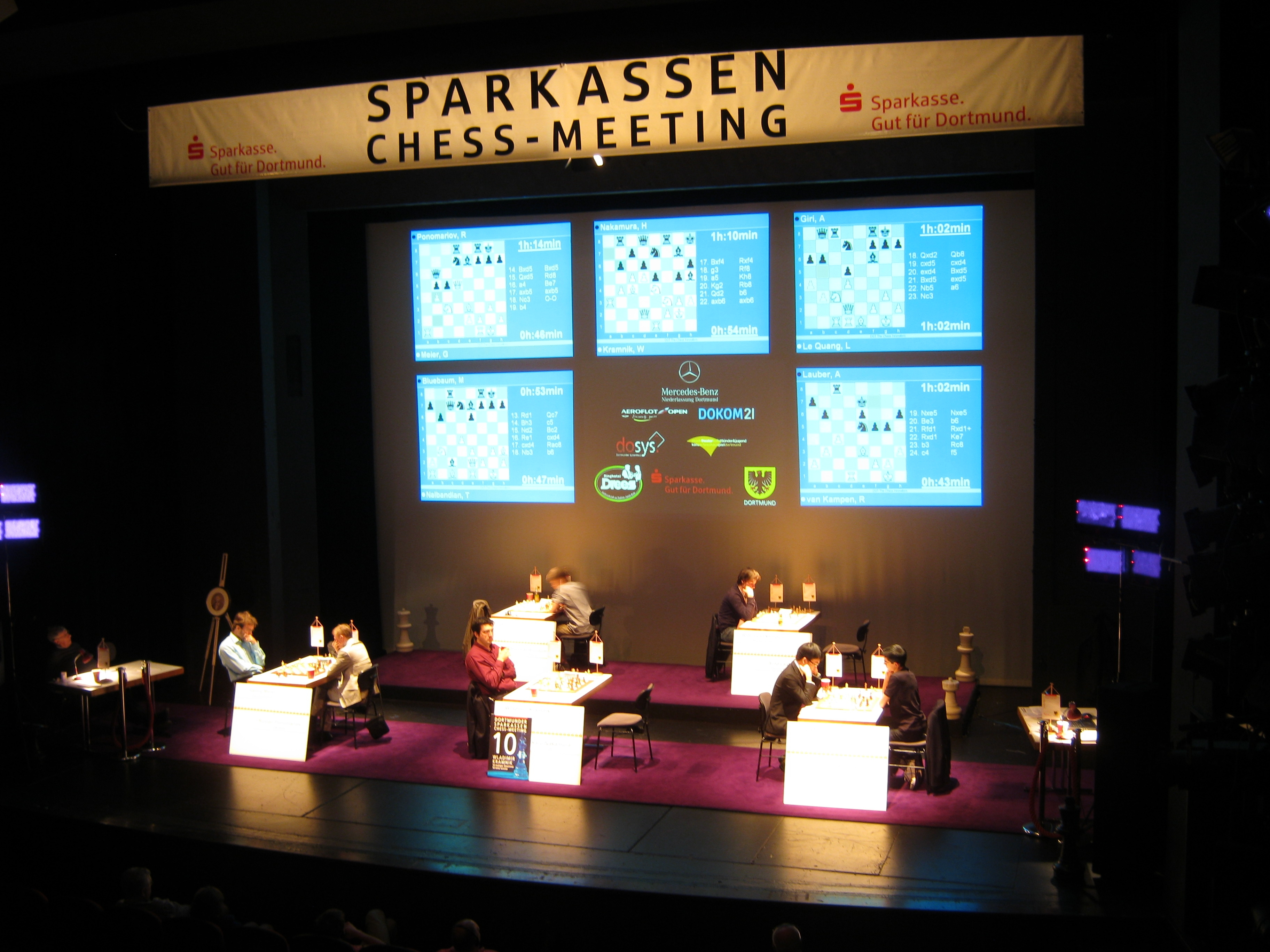
Фото з турніру 2011 року

Дортмунд (шаховий турнір) (нім. Dortmunder Schachtage, англ. Dortmund Sparkassen Chess Meeting) — елітний шаховий турнір, що проходить щоліта в Дортмунді (Німеччина). Шахісти здобувають право на участь у турнірі за запрошенням, за винятком одного місця, яке отримує переможець турніру Аерофлот опен.
Змагання зазвичай відбуваються за круговою системою в одне або два кола. Турнір 2002 року визначав претендента на участь у матчі за звання чемпіона світу із шахів за версією ПША 2004.

## Список переможців
| #   | Рік  | Переможець                                                           |
| --- | ---- | -------------------------------------------------------------------- |
| (1) | 1928 | Фрідріх Земіш (Німеччина)                                            |
| (2) | 1951 | Альберик О’Келлі (Бельгія)                                           |
| (3) | 1961 | Марк Тайманов (СРСР)                                                 |
|     |      |                                                                      |
| 1   | 1973 | Гейккі Вестерінен (Фінляндія)                                        |
| 2   | 1974 | Ласло Сабо (Угорщина)                                                |
| 3   | 1975 | Гейккі Вестерінен (Фінляндія)                                        |
| 4   | 1976 | Олег Романишин (СРСР)                                                |
| 5   | 1977 | Ян Смейкал (Чехословаччина)                                          |
| 6   | 1978 | Ульф Андерссон (Швеція)                                              |
| 7   | 1979 | Тамаз Георгіадзе (СРСР)                                              |
| 8   | 1980 | Реймонд Кін (Англія)                                                 |
| 9   | 1981 | Геннадій Кузьмін (СРСР)                                              |
| 10  | 1982 | Властіміл Горт (Чехословаччина)                                      |
| 11  | 1983 | Михай Шуба (Румунія)                                                 |
| 12  | 1984 | Єгуда Грюнфельд (Ізраїль)                                            |
| 13  | 1985 | Юрій Разуваєв (СРСР)                                                 |
| 14  | 1986 | Золтан Ріблі (Угорщина)                                              |
| 15  | 1987 | Юрій Балашов (СРСР)                                                  |
| 16  | 1988 | Смбат Лпутян (СРСР)                                                  |
| 17  | 1989 | Юхим Геллер (СРСР)                                                   |
| 18  | 1990 | Олександр Чернін (СРСР)                                              |
| 19  | 1991 | Ігор Штоль (Чехословаччина)                                          |
| 20  | 1992 | Гаррі Каспаров (Росія)                                               |
| 21  | 1993 | Анатолій Карпов (Росія)                                              |
| 22  | 1994 | Єрун Пікет (Нідерланди)                                              |
| 23  | 1995 | Володимир Крамник (Росія)                                            |
| 24  | 1996 | Володимир Крамник (Росія) Вішванатан Ананд (Індія)                   |
| 25  | 1997 | Володимир Крамник (Росія)                                            |
| 26  | 1998 | Володимир Крамник (Росія) Майкл Адамс (Англія) Петро Свідлер (Росія) |
| 27  | 1999 | Петер Леко (Угорщина)                                                |
| 28  | 2000 | Володимир Крамник (Росія) Вішванатан Ананд (Індія)                   |
| 29  | 2001 | Володимир Крамник (Росія) Веселин Топалов (Болгарія)                 |
| 30  | 2002 | Петер Леко (Угорщина)                                                |
| 31  | 2003 | Віорел Бологан (Молдова)                                             |
| 32  | 2004 | Вішванатан Ананд (Індія)                                             |
| 33  | 2005 | Аркадій Найдіч (Німеччина)                                           |
| 34  | 2006 | Володимир Крамник (Росія) Петро Свідлер (Росія)                      |
| 35  | 2007 | Володимир Крамник (Росія)                                            |
| 36  | 2008 | Петер Леко (Угорщина)                                                |
| 37  | 2009 | Володимир Крамник (Росія)                                            |
| 38  | 2010 | Руслан Пономарьов (Україна)                                          |
| 39  | 2011 | Володимир Крамник (Росія)                                            |
| 40  | 2012 | Фабіано Каруана (Італія) Сергій Карякін (Росія)                      |
| 41  | 2013 | Майкл Адамс (Англія)                                                 |
| 42  | 2014 | Фабіано Каруана (Італія)                                             |
| 43  | 2015 | Фабіано Каруана (Італія)                                             |
| 44  | 2016 | Максим Ваш'є-Лаграв (Франція)                                        |
| 45  | 2017 | Радослав Войташек (Польща)                                           |
| 46  | 2018 | Ян Непомнящий (Росія)                                                |
| 47  | 2019 | Леньєр Домінгес Перес (Куба)[1]                                      |
| 48  | 2021 | Павло Ельянов (Україна)                                              |
| 49  | 2022 | Павло Ельянов (Україна)                                              |
| 50  | 2023 | Фабіано Каруана (США)                                                |